# Uomo di Gristhorpe

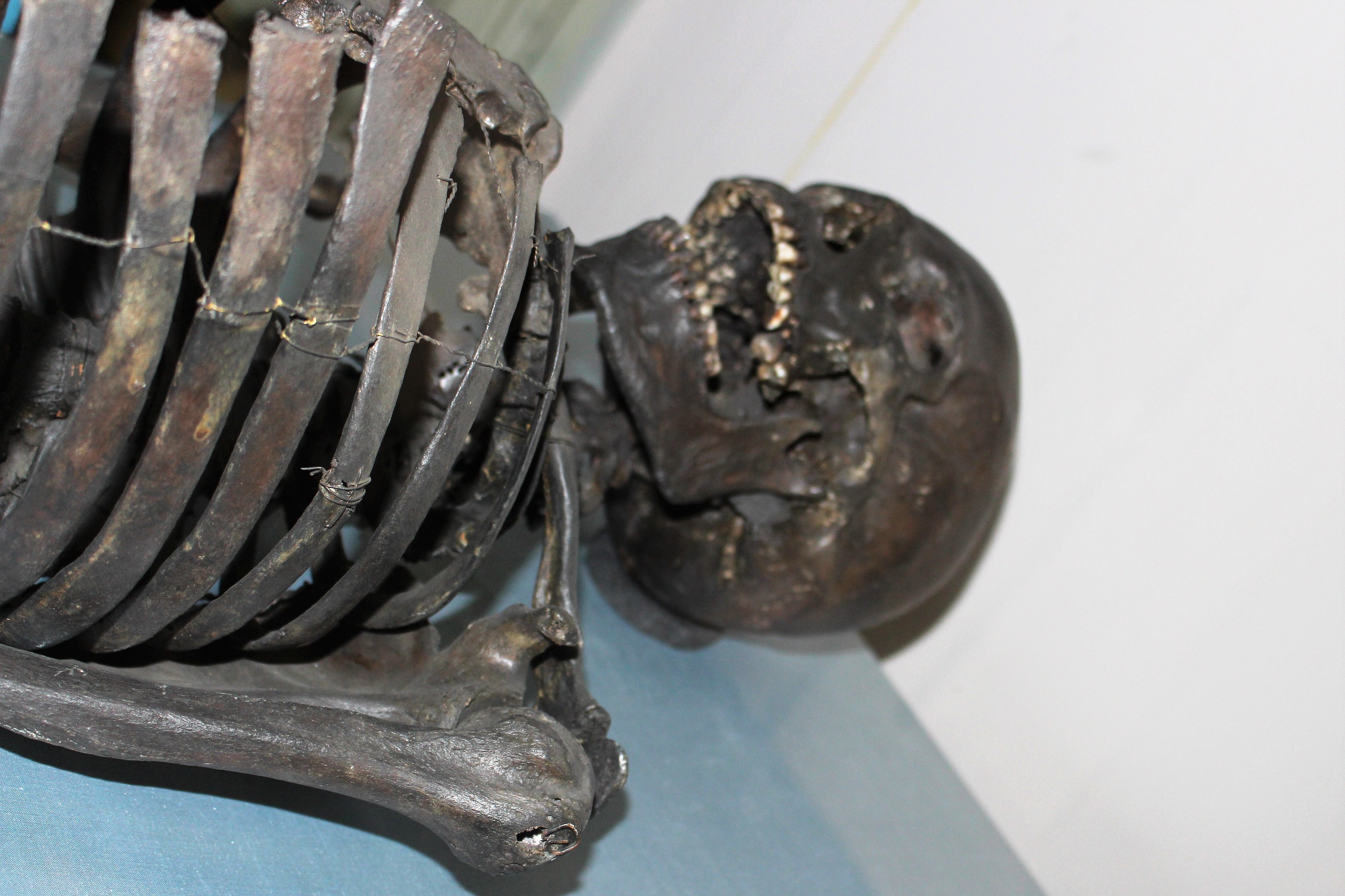

I resti dell'uomo di Gristhorpe furono rinvenuti sepolti all'interno di una bara ricavata da un tronco di quercia a Gristhorpe, nel North Yorkshire, in Inghilterra. L'uomo, morto circa 4000 anni fa è stato identificato come un capo guerriero dell'età del bronzo. Alcuni altri esempi di sepoltura in un albero di quercia scavato sono stati trovati anche in Scozia e in East Anglia, si trattava tuttavia di un metodo di seppellimento insolito. I resti sono stati scoperti nel 1834 in un tumulo scavato sotto gli auspici della Scarborough Philosophical Society. I resti furono donati al Museo Rotonda di Scarborough; una relazione dello scavo fu pubblicata nello stesso anno dal precoce diciassettenne William Crawford Williamson, figlio del curatore del Museo. Nel 2005 sono stati portati a Bradford per una nuova valutazione diretta da parte del Drs.Nigel Melton e Janet Montgomery.

## Recenti analisi
Il team di Bradford ha dedotto che l'uomo era un individuo di alto stato sociale, presumibilmente un capo tribale a giudicare anche dalla sua altezza di circa 1,82 metri. La sua alta statura potrebbe essere stata propiziata da una buona dieta, indicazione della posizione sociale dell'individuo. Buono inoltre lo stato della dentatura dell'uomo. Altri indizi del suo alto status provengono dal corredo funerario. Il corpo era avvolto in un mantello di pelle, di cui si sono preservati solo dei frammenti. Vi era un pugnale in bronzo, strumenti di selce e un cesto di vimini contenente residui di cibo. L'individuo era di età avanzata e sembra essere morto per cause naturali. Lo scheletro presenta qualche frattura guarita, in linea con la vita di un guerriero.
Buona parte di ciò che venne scoperto non è sopravvissuto. La bara era piena di una sostanza grassa acquosa che si era asciugata, probabilmente dai tessuti del corpo degradati. Le ossa erano scolorite dalla reazione del ferro dell'acqua con il tannino della corteccia della bara e lo scheletro era stato originariamente conservato mediante bollitura nella colla. 
I ricercatori hanno accertato che l'uomo stava sviluppando un tumore al cervello che cresceva nella parte sinistra del cranio, il quale potrebbe avergli causato collassi improvvisi e, eventualmente, l'epilessia. Analisi sugli isotopi suggeriscono che era originario dell'area di Scarborough e che consumò molta carne durante la sua vita.